# Razzia (film 1947)
Razzia è un film tedesco del 1947 diretto da Werner Klingler e con protagonisti Paul Bildt, Agathe Poschmann e Claus Holm. È stato realizzato come testimonianza sul mercato nero nel dopoguerra a Berlino.
Venne realizzato nella zona di occupazione sovietica, che successivamente divenne la Repubblica Democratica Tedesca. Fu prodotto dalla DEFA, controllata dallo Stato, e girato negli Studi Johannisthal e in località nelle immediate vicinanze di Berlino. Le scenografia venne realizzata da Otto Hunte e Bruno Monden.
Per la sua visione vennero venduti più di 8.090.000 biglietti.

## Trama
Il film ha come ambientazione Berlino appena dopo la sconfitta della Germania nella seconda guerra mondiale.
Il mercato nero è diffuso nella città in rovina. L'ispettore capo Friedrich Naumann (Paul Bildt) organizza una razzia nel "Club Ali Baba", un centro sospettato di essere gestito da una banda del mercato nero, ma il raid fallisce a causa del fatto che la banda ha un informatore nei ranghi della polizia . Più tardi, Naumann fa delle indagini in privato, scopre un tunnel segreto che conduce al club e viene ucciso.
La trama si infittisce quindi attorno alle complicate relazioni tra Goll (Harry Frank) - proprietario del club e capo della banda, la cantante Yvonne (Nina Kosta), dipendente e complice di Goll, Heinz Becker, collega di Naumann che è stato ricattato per ricoprire il ruolo di informatore e Paul Naumann (Friedhelm von Petersson), figlio dell'ispettore e prigioniero di guerra tornato a casa di recente e che lavora come autista nel giro di droga di Goll, fino a quando si rende conto che è stato Goll a uccidere suo padre.
Nel rocambolesco finale, la polizia riesce a effettuare un altro raid, questa volta con successo, arrestando i membri della banda e annullando le macchinazioni oscure di Goll.
A quel tempo, Berlino - dove è ambientato il film e dove è stato anche girato - era sotto la completa occupazione delle quattro potenze, e non esistevano ancora gli Stati rivali di Repubblica Democratica Tedesca e Repubblica Federale Tedesca. Tuttavia, la situazione dell'occupazione è in questo film posta in secondo piano, con tutti i personaggi, positivi e negativi, considerati semplicemente tedeschi e il conflitto è tra polizia tedesca e criminali tedeschi.